# The Pride of the Yankees
The Pride  of the Yankees (Brasil: Ídolo, Amante e Herói / Portugal: O Ídolo) é um filme estadunidense de 1942, do gênero drama biográfico, dirigido por Sam Wood e estrelado por Gary Cooper e Teresa Wright. O filme é uma biografia sentimental de Lou Gehrig, primeira base do New York Yankees. Como a maioria das produções de Samuel Goldwyn, esta também é classe A: a bela fotografia é de Rudolph Maté, o desenho de produção foi assinado por William Cameron Menzies e o roteiro, de uma história de Paul Gallico, contou com Herman Mankiewicz. Tudo isto, mais o elenco estelar e a direção comovente de Sam Wood, asseguraram ao filme onze indicações ao Oscar e lhe garantiram uma estatueta, na categoria de Melhor Edição.
Para um personagem que atuou em 2130 jogos consecutivos da Major League, pouco tempo é dedicado a mostrar partidas de beisebol. Isto se explica pela pouca intimidade do astro Cooper com o esporte. Em compensação, vários ídolos do taco-e-luva têm participações especiais: Babe Ruth, Bill Dickey, Mark Koenig e Bob Meusel.
Ao contrário da maioria dos outros filmes sobre beisebol, The Pride of the Yankees foi um sucesso de bilheteria, o maior da RKO Pictures no ano.
A história de Lou Gehrig foi recontada em 1978, no telefilme A Love Affair: The Eleanor and Lou Gehrig Story, com Edward Herrmann e Blythe Danner, sob a direção de Fielder Cook.

## Sinopse

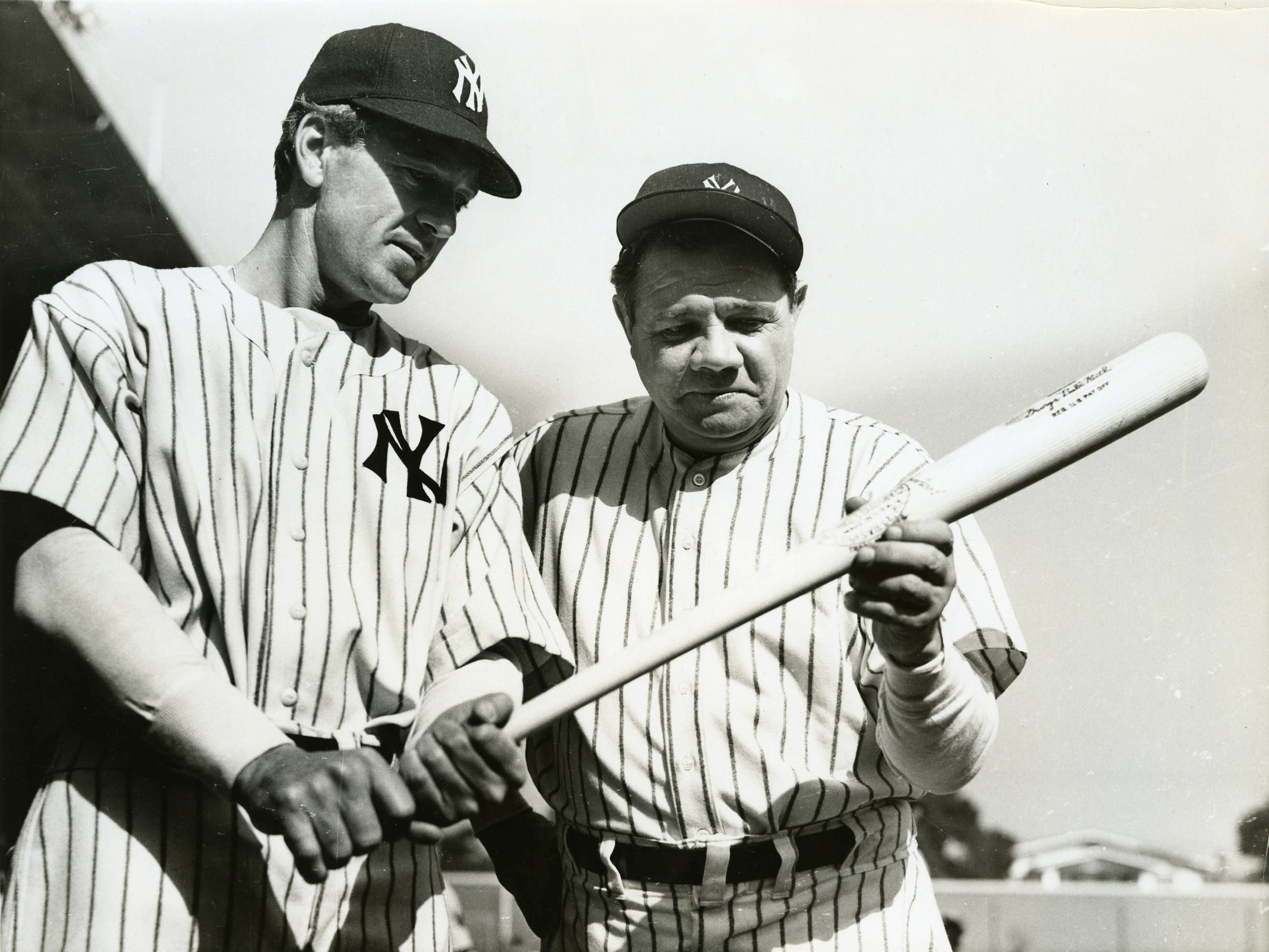
Babe Ruth (direita) com o ator Gary Cooper no filme The Pride of the Yankees

O filme começa antes da Primeira Guerra Mundial, com o jovem Lou e seus sonhos de tornar-se esportista profissional. Para satisfazer a vontade dos pais, que desejam vê-lo engenheiro, matricula-se na Columbia University. Lá, torna-se atleta conhecido e respeitado. Essa condição, e a ajuda do jornalista Sam Blake, abrem-lhe as portas do New York Yankees, com quem assina um contrato. Ele também conhece e finalmente casa-se com Eleanor Twitchell. Em 1939, descobre que sofre de esclerose lateral amiotrófica, uma doença fatal que o levará à morte dois anos mais tarde.

## Premiações
| Prêmio     | Categoria | Situação                   |
| ---------- | --- | -------------------------- |
| Oscar      | Melhor Filme Melhor Ator (Gary Cooper) Melhor Atriz (Teresa Wright) Melhor História Original Melhor Roteiro Adaptado Melhor Fotografia (Preto e branco) Melhor Edição Melhor Direção de Arte Melhor Trilha Sonora Melhores Efeitos Especiais Melhor Mixagem de Som | Indicado Vencedor Indicado |
| Film Daily | Dez Melhores do Ano | Incluído                   |

## Elenco
| Ator/Atriz       | Personagem                 |
| ---------------- | -------------------------- |
| Gary Cooper      | Lou Gehrig                 |
| Teresa Wright    | Eleanor Twitchell          |
| Babe Ruth        | Babe Ruth                  |
| Walter Brennan   | Sam Blake                  |
| Dan Duryea       | Hank Hanneman              |
| Elsa Janssen     | Mamãe Gehrig               |
| Ludwig Stossel   | Papai Gehrig               |
| Virginia Gilmore | Myra Tinsley               |
| Bill Dickey      | Bill Dickey                |
| Ernie Adams      | Miller Huggins             |
| Pierre Watkin    | Frank Twitchell            |
| Harry Harvey     | Joe McCarthy               |
| Bob Meusel       | Bob Meusel                 |
| Mark Koenig      | Mark Koenig                |
| Bill Stern       | Bill Stern                 |
| Lane Chandler    | Mark (não-creditado)       |
| Rex Lease        | Espectador (não-creditado) |